# Predator (Accept)
Predator è l'undicesimo album in studio della band heavy metal tedesca Accept; il disco uscì nel 1996.

## Tracce
1. Hard Attack – 4:46 - (Hoffmann/Baltes/Dirkschneider)
2. Crossroads – 5:13 - (Hoffmann/Baltes/Dirkschneider/Deaffy)
3. Making Me Scream – 4:14 - (Hoffmann/Baltes/Dirkschneider/Deaffy)
4. Diggin' in the Dirt – 4:01 - (Hoffmann/Baltes/Dirkschneider/Deaffy)
5. Lay It Down – 5:02 - (Hoffmann/Baltes/Deaffy)
6. It Ain't Over Yet – 4:17 - (Hoffmann/Baltes)
7. Predator – 3:37 - (Hoffmann/Dirkschneider/Deaffy)
8. Crucified – 3:01 - (Hoffmann/Baltes/Dirkschneider/Deaffy)
9. Take Out the Crime – 3:12 - (Kaufmann/Dirkschneider/Deaffy)
10. Don't Give a Damn – 2:58 - (Hoffmann/Baltes/Dirkschneider/Deaffy)
11. Run Through the Night – 3:19 - (Kaufmann/Dirkschneider/Deaffy)
12. Primitive  – 4:38 - (Hoffmann/Baltes)

## Formazione
- Udo Dirkschneider: voce
- Wolf Hoffmann: chitarra
- Peter Baltes: basso
- Michael Cartellone: batteria